# Interlands Luxemburgs voetbalelftal 1990-1999
Deze pagina toont een chronologisch en gedetailleerd overzicht van de interlands die het Luxemburgs voetbalelftal speelde in de periode 1990 – 1999.

## Interlands

### 1990
|                                                                       |                 |       |                                           | |
| 28 maart Vriendschappelijk № 377 «onderlinge duels» 19:30 uur (UTC+2) | Luxemburg       | 1 – 2 | IJsland                                   | Stade de la Frontière, Esch-sur-Alzette Toeschouwers: 600 Scheidsrechter: Jean-François Crucke (BEL) |
| 28 maart Vriendschappelijk № 377 «onderlinge duels» 19:30 uur (UTC+2) | Théo Malget 39' |       | 16' Pétur Pétursson 28' Ólafur Thordarson | Stade de la Frontière, Esch-sur-Alzette Toeschouwers: 600 Scheidsrechter: Jean-François Crucke (BEL) |

|                                                                            |                                         |       |                                                   |                                                                                         |
| 31 oktober EK 1992 kwalificatie № 378 «onderlinge duels» 20:15 uur (UTC+1) | Luxemburg                               | 2 – 3 | Duitsland                                         | Stade Municipal, Luxemburg Toeschouwers: 8.250 Scheidsrechter: Kim Milton Nielsen (DEN) |
| 31 oktober EK 1992 kwalificatie № 378 «onderlinge duels» 20:15 uur (UTC+1) | Jean-Paul Girres 56' Robert Langers 65' |       | 15' Jürgen Klinsmann 30' Uwe Bein 43' Rudi Völler | Stade Municipal, Luxemburg Toeschouwers: 8.250 Scheidsrechter: Kim Milton Nielsen (DEN) |

|                                                                             |           |              |       |                                                                                  |
| 14 november EK 1992 kwalificatie № 379 «onderlinge duels» 20:00 uur (UTC+1) | Luxemburg | 0 – 1        | Wales | Stade Municipal, Luxemburg Toeschouwers: 6.800 Scheidsrechter: Jiri Ulrich (TCH) |
| 14 november EK 1992 kwalificatie № 379 «onderlinge duels» 20:00 uur (UTC+1) |           | 16' Ian Rush |       | Stade Municipal, Luxemburg Toeschouwers: 6.800 Scheidsrechter: Jiri Ulrich (TCH) |

### 1991
|                                                                             |                                                       |       |           |                                                                               |
| 27 februari EK 1992 kwalificatie № 380 «onderlinge duels» 20:00 uur (UTC+1) | België                                                | 3 – 0 | Luxemburg | Astrid Park, Brussel Toeschouwers: 24.500 Scheidsrechter: Loizos Loizou (CYP) |
| 27 februari EK 1992 kwalificatie № 380 «onderlinge duels» 20:00 uur (UTC+1) | Erwin Vandenbergh 7' Jan Ceulemans 17' Enzo Scifo 36' |       |           | Astrid Park, Brussel Toeschouwers: 24.500 Scheidsrechter: Loizos Loizou (CYP) |

|                                                                              |           |                                 |        |                                                                                  |
| 11 september EK 1992 kwalificatie № 381 «onderlinge duels» 20:00 uur (UTC+2) | Luxemburg | 0 – 2                           | België | Stade Municipal, Luxemburg Toeschouwers: 7.450 Scheidsrechter: Rémi Harrel (FRA) |
| 11 september EK 1992 kwalificatie № 381 «onderlinge duels» 20:00 uur (UTC+2) |           | 18' Enzo Scifo 49' Marc Degryse |        | Stade Municipal, Luxemburg Toeschouwers: 7.450 Scheidsrechter: Rémi Harrel (FRA) |

|                                                                         |                       |       |                      |                                                                                          |
| 12 oktober Vriendschappelijk № 382 «onderlinge duels» 17:00 uur (UTC+1) | Luxemburg             | 1 – 1 | Portugal             | Stade Municipal, Luxemburg Toeschouwers: 3.000 Scheidsrechter: Alphonse Constantin (BEL) |
| 12 oktober Vriendschappelijk № 382 «onderlinge duels» 17:00 uur (UTC+1) | Carlo Weis 65' (pen.) |       | 48' António Nogueira | Stade Municipal, Luxemburg Toeschouwers: 3.000 Scheidsrechter: Alphonse Constantin (BEL) |

|                                                                           |                       |       |           |                                                                                   |
| 13 november EK 1992 kwalificatie № 383 «onderlinge duels» 19:30 uur (UTC) | Wales                 | 1 – 0 | Luxemburg | Cardiff Arms Park, Cardiff Toeschouwers: 23.000 Scheidsrechter: Sándor Puhl (HUN) |
| 13 november EK 1992 kwalificatie № 383 «onderlinge duels» 19:30 uur (UTC) | Paul Bodin 82' (pen.) |       |           | Cardiff Arms Park, Cardiff Toeschouwers: 23.000 Scheidsrechter: Sándor Puhl (HUN) |

|                                                                             |                                                                                       |       |           | |
| 18 december EK 1992 kwalificatie № 384 «onderlinge duels» 20:15 uur (UTC+1) | Duitsland                                                                             | 4 – 0 | Luxemburg | Ulrich Haberlandstadion, Leverkusen Toeschouwers: 26.000 Scheidsrechter: Zbigniew Przesmycki (POL) |
| 18 december EK 1992 kwalificatie № 384 «onderlinge duels» 20:15 uur (UTC+1) | Lothar Matthäus 15' (pen.) Guido Buchwald 44' Karl-Heinz Riedle 50' Thomas Häßler 62' |       |           | Ulrich Haberlandstadion, Leverkusen Toeschouwers: 26.000 Scheidsrechter: Zbigniew Przesmycki (POL) |

### 1992
|                                                                       |                                      |       |                                                       |                                                                                     |
| 25 maart Vriendschappelijk № 385 «onderlinge duels» 20:00 uur (UTC+1) | Luxemburg                            | 2 – 3 | Turkije                                               | Stade Municipal, Luxemburg Toeschouwers: 2.000 Scheidsrechter: Léon Schelings (BEL) |
| 25 maart Vriendschappelijk № 385 «onderlinge duels» 20:00 uur (UTC+1) | Jean-Paul Girres 24' Thomas Wolf 45' |       | 9' Ünal Karaman 15' Hami Mandıralı 66' Hami Mandıralı | Stade Municipal, Luxemburg Toeschouwers: 2.000 Scheidsrechter: Léon Schelings (BEL) |

|                                                                             |           |                                                      |           |                                                                                    |
| 9 september WK 1994 kwalificatie № 386 «onderlinge duels» 20:00 uur (UTC+2) | Luxemburg | 0 – 3                                                | Hongarije | Stade Municipal, Luxemburg Toeschouwers: 3.050 Scheidsrechter: Loizos Loizou (CYP) |
| 9 september WK 1994 kwalificatie № 386 «onderlinge duels» 20:00 uur (UTC+2) |           | 15' Lajos Détári 53' Kálmán Kovacs 78' Kálmán Kovacs |           | Stade Municipal, Luxemburg Toeschouwers: 3.050 Scheidsrechter: Loizos Loizou (CYP) |

|                                                                            |                                        |       |           |                                                                                          |
| 28 oktober WK 1994 kwalificatie № 387 «onderlinge duels» 18:00 uur (UTC+3) | Rusland                                | 2 – 0 | Luxemburg | Olympisch Stadion Loezjniki, Moskou Toeschouwers: 1.750 Scheidsrechter: Ilkka Koho (FIN) |
| 28 oktober WK 1994 kwalificatie № 387 «onderlinge duels» 18:00 uur (UTC+3) | Sergej Joeran 5' Dmitri Radtsjenko 24' |       |           | Olympisch Stadion Loezjniki, Moskou Toeschouwers: 1.750 Scheidsrechter: Ilkka Koho (FIN) |

### 1993
|                                                           |                                                      |       |           |                                                                                                   |
| 17 februari WK 1994 kwalificatie № 388 «onderlinge duels» | Griekenland                                          | 2 – 0 | Luxemburg | Olympisch Stadion Spyridon Louis, Athene Toeschouwers: 36.224 Scheidsrechter: Václav Krondl (TCH) |
| 17 februari WK 1994 kwalificatie № 388 «onderlinge duels» | Vasilis Dimitriadis 30' (pen.) Tasos Mitropoulos 65' |       |           | Olympisch Stadion Spyridon Louis, Athene Toeschouwers: 36.224 Scheidsrechter: Václav Krondl (TCH) |

|                                                                          |           |                                                                             |         |                                                                                  |
| 14 april WK 1994 kwalificatie № 389 «onderlinge duels» 20:00 uur (UTC+2) | Luxemburg | 0 – 4                                                                       | Rusland | Stade Municipal, Luxemburg Toeschouwers: 3.200 Scheidsrechter: Alan Snoddy (NIR) |
| 14 april WK 1994 kwalificatie № 389 «onderlinge duels» 20:00 uur (UTC+2) |           | 11' Sergej Kirjakov 46' Sergej Kirjakov 58' Igor Sjalimov 90' Vasili Kulkov |         | Stade Municipal, Luxemburg Toeschouwers: 3.200 Scheidsrechter: Alan Snoddy (NIR) |

|                                                                        |                             |       |                      |                                                                                             |
| 20 mei WK 1994 kwalificatie № 390 «onderlinge duels» 18:45 uur (UTC+2) | Luxemburg                   | 1 – 1 | IJsland              | Stade Municipal, Luxemburg Toeschouwers: 1.965 Scheidsrechter: Jorge Monteiro Coroado (POR) |
| 20 mei WK 1994 kwalificatie № 390 «onderlinge duels» 18:45 uur (UTC+2) | Hlynur Birgisson 70' (e.d.) |       | 40' Arnór Guðjohnsen | Stade Municipal, Luxemburg Toeschouwers: 1.965 Scheidsrechter: Jorge Monteiro Coroado (POR) |

|                                                                           |                                |       |           |                                                                                      |
| 8 september WK 1994 kwalificatie № 391 «onderlinge duels» 20:00 uur (UTC) | IJsland                        | 1 – 0 | Luxemburg | Laugardalsvöllur, Reykjavik Toeschouwers: 3.969 Scheidsrechter: Nemus Djurhuus (FAR) |
| 8 september WK 1994 kwalificatie № 391 «onderlinge duels» 20:00 uur (UTC) | Haraldur Ingólfsson 54' (pen.) |       |           | Laugardalsvöllur, Reykjavik Toeschouwers: 3.969 Scheidsrechter: Nemus Djurhuus (FAR) |

|                                                                            |                     |       |                                                                     |                                                                                        |
| 12 oktober WK 1994 kwalificatie № 392 «onderlinge duels» 20:15 uur (UTC+1) | Luxemburg           | 1 – 3 | Griekenland                                                         | Stade Josy Barthel, Luxemburg Toeschouwers: 2.500 Scheidsrechter: Andrew Waddell (WAL) |
| 12 oktober WK 1994 kwalificatie № 392 «onderlinge duels» 20:15 uur (UTC+1) | Stefano Fanelli 83' |       | 31' Nikos Machlas 55' Efstratos Apostolakis 73' Dimitrios Saravakos | Stade Josy Barthel, Luxemburg Toeschouwers: 2.500 Scheidsrechter: Andrew Waddell (WAL) |

|                                                                            |                  |       |           |                                                                                       |
| 27 oktober WK 1994 kwalificatie № 393 «onderlinge duels» 19:00 uur (UTC+1) | Hongarije        | 1 – 0 | Luxemburg | Stadion Ferencvárosi, Boedapest Toeschouwers: 2.500 Scheidsrechter: Oguz Sarvan (TUR) |
| 27 oktober WK 1994 kwalificatie № 393 «onderlinge duels» 19:00 uur (UTC+1) | Lajos Détári 20' |       |           | Stadion Ferencvárosi, Boedapest Toeschouwers: 2.500 Scheidsrechter: Oguz Sarvan (TUR) |

### 1994
|                                                                       |                 |       |                                            |                                                                                         |
| 23 maart Vriendschappelijk № 394 «onderlinge duels» 20:00 uur (UTC+1) | Luxemburg       | 1 – 2 | Marokko                                    | Stade Josy Barthel, Luxemburg Toeschouwers: 4.936 Scheidsrechter: Didier Pauchard (FRA) |
| 23 maart Vriendschappelijk № 394 «onderlinge duels» 20:00 uur (UTC+1) | Thomas Wolf 72' |       | 45' Larbi Hababi 90' Abdelkrim El Hadrioui | Stade Josy Barthel, Luxemburg Toeschouwers: 4.936 Scheidsrechter: Didier Pauchard (FRA) |

|                                                                             |           |                                                                  |           |                                                                                     |
| 7 september EK 1996 kwalificatie № 395 «onderlinge duels» 20:15 uur (UTC+2) | Luxemburg | 0 – 4                                                            | Nederland | Stade Josy Barthel, Luxemburg Toeschouwers: 8.120 Scheidsrechter: Alan Snoddy (NIR) |
| 7 september EK 1996 kwalificatie № 395 «onderlinge duels» 20:15 uur (UTC+2) |           | 23' Bryan Roy 65' Ronald de Boer 67' Ronald de Boer 90' Wim Jonk |           | Stade Josy Barthel, Luxemburg Toeschouwers: 8.120 Scheidsrechter: Alan Snoddy (NIR) |

|                                                                            |                                                |       |           |                                                                                  |
| 12 oktober EK 1996 kwalificatie № 396 «onderlinge duels» 19:00 uur (UTC+2) | Wit-Rusland                                    | 2 – 0 | Luxemburg | Dinamo Stadion, Minsk Toeschouwers: 6.549 Scheidsrechter: Richard O'Hanlon (IRL) |
| 12 oktober EK 1996 kwalificatie № 396 «onderlinge duels» 19:00 uur (UTC+2) | Miroslav Romaschenko 67' Sergei Gerasimets 76' |       |           | Dinamo Stadion, Minsk Toeschouwers: 6.549 Scheidsrechter: Richard O'Hanlon (IRL) |

|                                                                               |                                                                                    |       |           |                                                                             |
| 14 december EK 1996 kwalificatie № 397 «onderlinge duels» 20:15 uur (UTC+1)r] | Nederland                                                                          | 5 – 0 | Luxemburg | De Kuip, Rotterdam Toeschouwers: 26.000 Scheidsrechter: Daniel Roduit (SUI) |
| 14 december EK 1996 kwalificatie № 397 «onderlinge duels» 20:15 uur (UTC+1)r] | Youri Mulder 7' Bryan Roy 17' Wim Jonk 40' Ronald de Boer 52' Clarence Seedorf 90' |       |           | De Kuip, Rotterdam Toeschouwers: 26.000 Scheidsrechter: Daniel Roduit (SUI) |

### 1995
|                                                        |                                                                                  |       |                                       |                                                                               |
| 14 februari Vriendschappelijk № 398 «onderlinge duels» | Israël                                                                           | 4 – 2 | Luxemburg                             | Jud Alefstadion, Asjdod Toeschouwers: 2.000 Scheidsrechter: Vahap Beyaz (TUR) |
| 14 februari Vriendschappelijk № 398 «onderlinge duels» | Ronen Harazi 22' (pen.) Alon Hazan 34' Amir Turjeman 57' Marc Birsens 89' (e.d.) |       | 71' Robert Langers 77' Robert Langers | Jud Alefstadion, Asjdod Toeschouwers: 2.000 Scheidsrechter: Vahap Beyaz (TUR) |

|                                                                             |       |                    |           |                                                                                  |
| 22 februari EK 1996 kwalificatie № 399 «onderlinge duels» 19:15 uur (UTC+1) | Malta | 0 – 1              | Luxemburg | Ta' Qalistadion, Ta' Qali Toeschouwers: 7.327 Scheidsrechter: Mateo Beusan (CRO) |
| 22 februari EK 1996 kwalificatie № 399 «onderlinge duels» 19:15 uur (UTC+1) |       | 55' Manuel Cardoni |           | Ta' Qalistadion, Ta' Qali Toeschouwers: 7.327 Scheidsrechter: Mateo Beusan (CRO) |

|                                                                          |           |                                        |           |                                                                                          |
| 29 maart EK 1996 kwalificatie № 400 «onderlinge duels» 20:00 uur (UTC+2) | Luxemburg | 0 – 2                                  | Noorwegen | Stade Josy Barthel, Luxemburg Toeschouwers: 3.100 Scheidsrechter: Nikolay Levnikov (RUS) |
| 29 maart EK 1996 kwalificatie № 400 «onderlinge duels» 20:00 uur (UTC+2) |           | 45' Øyvind Leonhardsen 77' Gunnar Aase |           | Stade Josy Barthel, Luxemburg Toeschouwers: 3.100 Scheidsrechter: Nikolay Levnikov (RUS) |

|                                                                          | |       |           |                                                                             |
| 26 april EK 1996 kwalificatie № 401 «onderlinge duels» 20:00 uur (UTC+2) | Noorwegen                                                                                           | 5 – 0 | Luxemburg | Ullevaalstadion, Oslo Toeschouwers: 15.124 Scheidsrechter: John Ferry (NIR) |
| 26 april EK 1996 kwalificatie № 401 «onderlinge duels» 20:00 uur (UTC+2) | Jahn Ivar Jakobsen 11' Jan Åge Fjørtoft 12' Harald Brattbakk 24' Henning Berg 46' Kjetil Rekdal 49' |       |           | Ullevaalstadion, Oslo Toeschouwers: 15.124 Scheidsrechter: John Ferry (NIR) |

|                                                                        |                 |       |          |                                                                                     |
| 7 juni EK 1996 kwalificatie № 402 «onderlinge duels» 20:00 uur (UTC+2) | Luxemburg       | 1 – 0 | Tsjechië | Stade Josy Barthel, Luxemburg Toeschouwers: 1.630 Scheidsrechter: John Ashman (WAL) |
| 7 juni EK 1996 kwalificatie № 402 «onderlinge duels» 20:00 uur (UTC+2) | Guy Hellers 89' |       |          | Stade Josy Barthel, Luxemburg Toeschouwers: 1.630 Scheidsrechter: John Ashman (WAL) |

|                                                                             |               |       |       |                                                                                            |
| 5 september EK 1996 kwalificatie № 403 «onderlinge duels» 20:00 uur (UTC+2) | Luxemburg     | 1 – 0 | Malta | Stade Josy Barthel, Luxemburg Toeschouwers: 4.809 Scheidsrechter: Algirdas Dubinskas (LTU) |
| 5 september EK 1996 kwalificatie № 403 «onderlinge duels» 20:00 uur (UTC+2) | Luc Holtz 44' |       |       | Stade Josy Barthel, Luxemburg Toeschouwers: 4.809 Scheidsrechter: Algirdas Dubinskas (LTU) |

|                                                                            |           |       |             |                                                                                     |
| 11 oktober EK 1996 kwalificatie № 404 «onderlinge duels» 20:00 uur (UTC+1) | Luxemburg | 0 – 0 | Wit-Rusland | Stade Josy Barthel, Luxemburg Toeschouwers: 4.200 Scheidsrechter: Paul Durkin (ENG) |
| 11 oktober EK 1996 kwalificatie № 404 «onderlinge duels» 20:00 uur (UTC+1) |           |       |             | Stade Josy Barthel, Luxemburg Toeschouwers: 4.200 Scheidsrechter: Paul Durkin (ENG) |

|                                                                         |                                                     |       |           |                                                                               |
| 15 november EK 1996 kwalificatie № 405 «onderlinge duels» 20:05 (UTC+1) | Tsjechië                                            | 3 – 0 | Luxemburg | Stadion Letná, Praag Toeschouwers: 20.530 Scheidsrechter: Alfred Wieser (AUT) |
| 15 november EK 1996 kwalificatie № 405 «onderlinge duels» 20:05 (UTC+1) | Radek Drulak 33' Radek Drulak 46' Patrik Berger 57' |       |           | Stadion Letná, Praag Toeschouwers: 20.530 Scheidsrechter: Alfred Wieser (AUT) |

### 1996
|                                                       |                                        |       |           |                                                                                               |
| 7 februari Vriendschappelijk № 406 «onderlinge duels» | Marokko                                | 2 – 0 | Luxemburg | Stade Moulay Abdallah, Rabat Toeschouwers: 20.000 Scheidsrechter: Abderrahim El Arjoune (MAR) |
| 7 februari Vriendschappelijk № 406 «onderlinge duels» | Jamal Sellami 36' Abdeljalil Hadda 79' |       |           | Stade Moulay Abdallah, Rabat Toeschouwers: 20.000 Scheidsrechter: Abderrahim El Arjoune (MAR) |

|                                                                       |                   |       |                |                                                                                      |
| 13 maart Vriendschappelijk № 407 «onderlinge duels» 20:00 uur (UTC+1) | Luxemburg         | 1 – 1 | Zwitserland    | Stade Josy Barthel, Luxemburg Toeschouwers: 1.937 Scheidsrechter: Amand Ancion (BEL) |
| 13 maart Vriendschappelijk № 407 «onderlinge duels» 20:00 uur (UTC+1) | Manuel Cardoni 8' |       | 75' Ramon Vega | Stade Josy Barthel, Luxemburg Toeschouwers: 1.937 Scheidsrechter: Amand Ancion (BEL) |

|                                                                           |                    |       |                                                 |                                                                                      |
| 8 oktober WK 1998 kwalificatie № 408 «onderlinge duels» 20:00 uur (UTC+2) | Luxemburg          | 1 – 2 | Bulgarije                                       | Stade Josy Barthel, Luxemburg Toeschouwers: 3.775 Scheidsrechter: Yevi Kollari (ALB) |
| 8 oktober WK 1998 kwalificatie № 408 «onderlinge duels» 20:00 uur (UTC+2) | Robert Langers 20' |       | 14' (pen.) Krasimir Balakov 37' Emil Kostadinov | Stade Josy Barthel, Luxemburg Toeschouwers: 3.775 Scheidsrechter: Yevi Kollari (ALB) |

|                                                                             |           |                                                                                          |         |                                                                                         |
| 10 november WK 1998 kwalificatie № 409 «onderlinge duels» 17:00 uur (UTC+1) | Luxemburg | 0 – 4                                                                                    | Rusland | Stade Josy Barthel, Luxemburg Toeschouwers: 5.650 Scheidsrechter: Juha Hirviniemi (FIN) |
| 10 november WK 1998 kwalificatie № 409 «onderlinge duels» 17:00 uur (UTC+1) |           | 33' Andrei Tikhonov 37' Andrej Kantsjelskis 58' Vladimir Bjestsjastnik 78' Valeri Karpin |         | Stade Josy Barthel, Luxemburg Toeschouwers: 5.650 Scheidsrechter: Juha Hirviniemi (FIN) |

|                                                                             |               |       |           |                                                                                   |
| 15 december WK 1998 kwalificatie № 410 «onderlinge duels» 18:00 uur (UTC+2) | Israël        | 1 – 0 | Luxemburg | Ramat Ganstadion, Tel Aviv Toeschouwers: 24.400 Scheidsrechter: John Ashman (WAL) |
| 15 december WK 1998 kwalificatie № 410 «onderlinge duels» 18:00 uur (UTC+2) | Eli Ohana 38' |       |           | Ramat Ganstadion, Tel Aviv Toeschouwers: 24.400 Scheidsrechter: John Ashman (WAL) |

### 1997
|                                                                          |           |                                                 |        |                                                                                      |
| 31 maart WK 1998 kwalificatie № 411 «onderlinge duels» 17:00 uur (UTC+2) | Luxemburg | 0 – 3                                           | Israël | Stade Josy Barthel, Luxemburg Toeschouwers: 6.066 Scheidsrechter: René Temmink (NED) |
| 31 maart WK 1998 kwalificatie № 411 «onderlinge duels» 17:00 uur (UTC+2) |           | 10' Itzhak Zohar 56' Tal Banin 78' Itzhak Zohar |        | Stade Josy Barthel, Luxemburg Toeschouwers: 6.066 Scheidsrechter: René Temmink (NED) |

|                                                                          |                                                             |       |           |                                                                                 |
| 30 april WK 1998 kwalificatie № 412 «onderlinge duels» 19:00 uur (UTC+4) | Rusland                                                     | 3 – 0 | Luxemburg | Dinamo Stadion, Moskou Toeschouwers: 9.200 Scheidsrechter: John Rowbotham (SCO) |
| 30 april WK 1998 kwalificatie № 412 «onderlinge duels» 19:00 uur (UTC+4) | Valeri Kechinov 20' Sergei Grishin 55' Igor Simoetenkov 58' |       |           | Dinamo Stadion, Moskou Toeschouwers: 9.200 Scheidsrechter: John Rowbotham (SCO) |

|                                                                        |                                                                                            |       |           |                                                                                        |
| 8 juni WK 1998 kwalificatie № 413 «onderlinge duels» 20:00 uur (UTC+3) | Bulgarije                                                                                  | 4 – 0 | Luxemburg | Neftochimikstadion, Boergas Toeschouwers: 19.000 Scheidsrechter: Lucílio Batista (POR) |
| 8 juni WK 1998 kwalificatie № 413 «onderlinge duels» 20:00 uur (UTC+3) | Christo Stoitsjkov 44' (pen.) Emil Kostadinov 47' Krasimir Balakov 49' Jordan Letchkov 81' |       |           | Neftochimikstadion, Boergas Toeschouwers: 19.000 Scheidsrechter: Lucílio Batista (POR) |

|                                                                             |                 |       |                                                                   |                                                                                            |
| 7 september WK 1998 kwalificatie № 414 «onderlinge duels» 17:00 uur (UTC+2) | Luxemburg       | 1 – 3 | Cyprus                                                            | Stade Josy Barthel, Luxemburg Toeschouwers: 3.022 Scheidsrechter: Gylfi Thor Orrason (ISL) |
| 7 september WK 1998 kwalificatie № 414 «onderlinge duels» 17:00 uur (UTC+2) | Paolo Amodio 7' |       | 6' Nicodemos Papavasiliou 55' Ioannis Ioannou 79' Ioannis Ioannou | Stade Josy Barthel, Luxemburg Toeschouwers: 3.022 Scheidsrechter: Gylfi Thor Orrason (ISL) |

|                                                                            |                                                  |       |           |                                                                                |
| 11 oktober WK 1998 kwalificatie № 415 «onderlinge duels» 19:00 uur (UTC+3) | Cyprus                                           | 2 – 0 | Luxemburg | Tsirionstadion, Limasol Toeschouwers: 4.000 Scheidsrechter: Bujar Pregia (ALB) |
| 11 oktober WK 1998 kwalificatie № 415 «onderlinge duels» 19:00 uur (UTC+3) | Nicodemos Papavasiliou 79' Milenko Spoljaric 85' |       |           | Tsirionstadion, Limasol Toeschouwers: 4.000 Scheidsrechter: Bujar Pregia (ALB) |

### 1998
|                                                   |           |                                             |          |                                                                                       |
| 31 mei Vriendschappelijk № 416 «onderlinge duels» | Luxemburg | 0 – 2                                       | Kameroen | Stade Josy Barthel, Luxemburg Toeschouwers: 3.684 Scheidsrechter: Dieter Schoch (SUI) |
| 31 mei Vriendschappelijk № 416 «onderlinge duels» |           | 35' François Omam-Biyik 72' Alphonse Tchami |          | Stade Josy Barthel, Luxemburg Toeschouwers: 3.684 Scheidsrechter: Dieter Schoch (SUI) |

|                                                                     | |       |           |                                                                                       |
| 5 juni Vriendschappelijk № 417 «onderlinge duels» 19:30 uur (UTC+2) | Duitsland | 7 – 0 | Luxemburg | Carl-Benz-Stadion, Mannheim Toeschouwers: 25.000 Scheidsrechter: Fritz Stuchlik (AUT) |
| 5 juni Vriendschappelijk № 417 «onderlinge duels» 19:30 uur (UTC+2) | Ulf Kirsten 6' Jürgen Klinsmann 15' Thomas Helmer 28' Ulf Kirsten 46' Oliver Bierhoff 57' Oliver Bierhoff 71' Christian Ziege 83' |       |           | Carl-Benz-Stadion, Mannheim Toeschouwers: 25.000 Scheidsrechter: Fritz Stuchlik (AUT) |

|                                                                            |                                                                |       |           |                                                                                          |
| 10 oktober EK 2000 kwalificatie № 418 «onderlinge duels» 20:00 uur (UTC+2) | Polen                                                          | 3 – 0 | Luxemburg | Wojska Polskiegostadion, Warschau Toeschouwers: 8.500 Scheidsrechter: Bujar Pregia (ALB) |
| 10 oktober EK 2000 kwalificatie № 418 «onderlinge duels» 20:00 uur (UTC+2) | Jerzy Brzęczek 18' Andrzej Juskowiak 33' Mirosław Trzeciak 64' |       |           | Wojska Polskiegostadion, Warschau Toeschouwers: 8.500 Scheidsrechter: Bujar Pregia (ALB) |

|                                                                            |           |                                                               |          |                                                                                         |
| 14 oktober EK 2000 kwalificatie № 419 «onderlinge duels» 20:30 uur (UTC+2) | Luxemburg | 0 – 3                                                         | Engeland | Stade Josy Barthel, Luxemburg Toeschouwers: 8.200 Scheidsrechter: Sotiris Vorgias (GRE) |
| 14 oktober EK 2000 kwalificatie № 419 «onderlinge duels» 20:30 uur (UTC+2) |           | 19' Michael Owen 40' (pen.) Alan Shearer 90' Gareth Southgate |          | Stade Josy Barthel, Luxemburg Toeschouwers: 8.200 Scheidsrechter: Sotiris Vorgias (GRE) |

|                                                                          |           |       |        |                                                                                      |
| 18 november Vriendschappelijk № 420 «onderlinge duels» 20:00 uur (UTC+1) | Luxemburg | 0 – 0 | België | Stade Josy Barthel, Luxemburg Toeschouwers: 2.000 Scheidsrechter: Stéphane Bre (FRA) |
| 18 november Vriendschappelijk № 420 «onderlinge duels» 20:00 uur (UTC+1) |           |       |        | Stade Josy Barthel, Luxemburg Toeschouwers: 2.000 Scheidsrechter: Stéphane Bre (FRA) |

### 1999
|                                                                       |                       |       |                                                    |                                                                                      |
| 10 maart Vriendschappelijk № 421 «onderlinge duels» 20:00 uur (UTC+1) | Luxemburg             | 1 – 2 | IJsland                                            | Stade Josy Barthel, Luxemburg Toeschouwers: 2.754 Scheidsrechter: Eric Blareau (BEL) |
| 10 maart Vriendschappelijk № 421 «onderlinge duels» 20:00 uur (UTC+1) | Marcel Christophe 23' |       | 76' (pen.) Arnar Gunnlaugsson 84' Helgi Sigurdsson | Stade Josy Barthel, Luxemburg Toeschouwers: 2.754 Scheidsrechter: Eric Blareau (BEL) |

|                                                                          |                                      |       |           |                                                                                 |
| 27 maart EK 2000 kwalificatie № 422 «onderlinge duels» 15:00 uur (UTC+1) | Zweden                               | 2 – 0 | Luxemburg | Nya Ullevi, Göteborg Toeschouwers: 37.728 Scheidsrechter: Vasyl Melnychuk (UKR) |
| 27 maart EK 2000 kwalificatie № 422 «onderlinge duels» 15:00 uur (UTC+1) | Johan Mjällby 35' Henrik Larsson 87' |       |           | Nya Ullevi, Göteborg Toeschouwers: 37.728 Scheidsrechter: Vasyl Melnychuk (UKR) |

|                                                                          |           |                                            |           |                                                                                        |
| 31 maart EK 2000 kwalificatie № 423 «onderlinge duels» 20:00 uur (UTC+2) | Luxemburg | 0 – 2                                      | Bulgarije | Stade Josy Barthel, Luxemburg Toeschouwers: 3.004 Scheidsrechter: Milan Mitrovic (SLO) |
| 31 maart EK 2000 kwalificatie № 423 «onderlinge duels» 20:00 uur (UTC+2) |           | 18' Christo Stoitsjkov 38' Ivaylo Iordanov |           | Stade Josy Barthel, Luxemburg Toeschouwers: 3.004 Scheidsrechter: Milan Mitrovic (SLO) |

|                                                                        |                                 |       |                                                          |                                                                                         |
| 9 juni EK 2000 kwalificatie № 424 «onderlinge duels» 20:00 uur (UTC+2) | Luxemburg                       | 2 – 3 | Polen                                                    | Stade Josy Barthel, Luxemburg Toeschouwers: 2.806 Scheidsrechter: Anatoliy Ivanov (RUS) |
| 9 juni EK 2000 kwalificatie № 424 «onderlinge duels» 20:00 uur (UTC+2) | Marc Birsens 76' Jean Vanek 83' |       | 22' Rafał Siadaczka 45' Artur Wichniarek 70' Tomasz Iwan | Stade Josy Barthel, Luxemburg Toeschouwers: 2.806 Scheidsrechter: Anatoliy Ivanov (RUS) |

|                                                                             | |       |           |                                                                                   |
| 4 september EK 2000 kwalificatie № 425 «onderlinge duels» 15:00 uur (UTC+1) | Engeland | 6 – 0 | Luxemburg | Wembley Stadium, Londen Toeschouwers: 68.772 Scheidsrechter: Sergei Shmolik (BLR) |
| 4 september EK 2000 kwalificatie № 425 «onderlinge duels» 15:00 uur (UTC+1) | Alan Shearer 12' (pen.) Alan Shearer 28' Steve McManaman 30' Alan Shearer 34' Steve McManaman 44' Michael Owen 90' |       |           | Wembley Stadium, Londen Toeschouwers: 68.772 Scheidsrechter: Sergei Shmolik (BLR) |

|                                                                             |           |                          |        |                                                                                         |
| 8 september EK 2000 kwalificatie № 426 «onderlinge duels» 20:00 uur (UTC+2) | Luxemburg | 0 – 1                    | Zweden | Stade Josy Barthel, Luxemburg Toeschouwers: 4.228 Scheidsrechter: Attila Hanacsek (HUN) |
| 8 september EK 2000 kwalificatie № 426 «onderlinge duels» 20:00 uur (UTC+2) |           | 39' Niclas Alexandersson |        | Stade Josy Barthel, Luxemburg Toeschouwers: 4.228 Scheidsrechter: Attila Hanacsek (HUN) |

|                                                                            |                                                           |       |           |                                                                                          |
| 10 oktober EK 2000 kwalificatie № 427 «onderlinge duels» 18:00 uur (UTC+3) | Bulgarije                                                 | 3 – 0 | Luxemburg | Balgarska Armijastadion, Sofia Toeschouwers: 4.000 Scheidsrechter: Ladislav Gádoši (SVK) |
| 10 oktober EK 2000 kwalificatie № 427 «onderlinge duels» 18:00 uur (UTC+3) | Daniel Borimirov 40' Ivailo Petkov 68' Roumen Hristov 78' |       |           | Balgarska Armijastadion, Sofia Toeschouwers: 4.000 Scheidsrechter: Ladislav Gádoši (SVK) |

FLF · A-internationals · Bondscoaches · Statistieken · Luxemburgs vrouwenelftal · Luxemburg U21 · Luxemburg U19 · Luxemburg U18 · Luxemburg U17 · Luxemburg U16
1911 – 1919 ·
1920 – 1929 ·
1930 – 1939 ·
1940 – 1949 ·
1950 – 1959 ·
1960 – 1969 ·
1970 – 1979 ·
1980 – 1989 ·
1990 – 1999 ·
2000 – 2009 ·
2010 – 2019 ·
2020 − 2029
OS 1920 · 
OS 1924 · 
OS 1928 · 
OS 1936 · 
OS 1948 · 
OS 1952
1911 · 
1912 · 
1913 · 
1914 · 
1915 · 1916 · 1917 · 1918 · 1919 · 
1920 · 
1921 · 1922 · 1923 · 
1924 · 
1925 · 1926 · 
1927 · 
1928 · 
1929 · 1930 · 1931 · 1932 · 1933 · 
1934 · 
1935 · 
1936 · 
1937 · 
1938 · 
1939 · 
1940 · 
1941 · 1942 · 1943 · 1944 · 
1945 · 
1946 · 
1947 · 
1948 · 
1949 · 
1950 · 
1952 · 
1952 · 
1953 · 
1954 · 
1955 · 
1956 · 
1957 · 
1958 · 
1959 · 
1960 · 
1961 · 
1962 · 
1963 · 
1964 · 
1965 · 
1966 · 
1967 · 
1968 · 
1969 · 
1970 · 
1971 · 
1972 · 
1973 · 
1974 · 
1975 · 
1976 · 
1977 · 
1978 · 
1979 · 
1980 · 
1981 · 
1982 · 
1983 · 
1984 · 
1985 · 
1986 · 
1987 · 
1988 · 
1989 · 
1990 · 
1991 · 
1992 · 
1993 · 
1994 · 
1995 · 
1996 · 
1997 · 
1998 · 
1999 · 
2000 · 
2001 · 
2002 · 
2003 · 
2004 · 
2005 · 
2006 · 
2007 · 
2008 · 
2009 · 
2010 · 
2011 · 
2012 · 
2013 · 
2014 · 
2015 ·
2016 ·
2017 ·
2018 ·
2019 ·
2020 ·
2021
Afghanistan ·
Albanië ·
Algerije ·
Armenië ·
Azerbeidzjan ·
België ·
Bosnië en Herzegovina ·
Brazilië ·
Bulgarije ·
Canada ·
Cyprus ·
DDR ·
Denemarken ·
(West-)Duitsland ·
Egypte ·
Engeland ·
Estland ·
Faeröer ·
Finland ·
Frankrijk ·
Gambia ·
Georgië ·
Griekenland ·
Hongarije ·
Ierland ·
IJsland ·
Israël ·
Italië ·
Japan ·
Joegoslavië ·
Kaapverdië ·
Kameroen ·
Kazachstan ·
Letland ·
Liechtenstein ·
Litouwen ·
Madagaskar ·
Malta ·
Marokko ·
Mexico ·
Moldavië ·
Montenegro ·
Myanmar ·
Nederland ·
Nigeria ·
Noord-Ierland ·
Noord-Macedonië ·
Noorwegen ·
Oekraïne ·
Oostenrijk ·
Polen ·
Portugal ·
Qatar ·
Roemenië ·
Rusland ·
San Marino ·
Saoedi-Arabië ·
Schotland ·
Senegal ·
Servië ·
Servië en Montenegro ·
Slovenië ·
Slowakije ·
Sovjet-Unie ·
Spanje ·
Thailand ·
Togo ·
Tsjechië ·
Tsjecho-Slowakije ·
Turkije ·
Uruguay ·
Verenigde Staten ·
Wales ·
Wit-Rusland ·
Zuid-Korea ·
Zweden ·
Zwitserland
CONMEBOL: Bolivia · Chili  · Colombia · Ecuador · Uruguay · Venezuela

UEFA: Albanië · Andorra · Armenië · Azerbeidzjan · België · Bosnië en Herzegovina · Bulgarije · Cyprus · Denemarken · (West-)Duitsland · Duitse Democratische Republiek · Engeland · Estland · Faeröer · Finland · Frankrijk · Georgië · Griekenland · Hongarije · IJsland · Ierland · Israël · Italië · Joegoslavië · Kroatië · Letland · Liechtenstein · Litouwen · Luxemburg · Malta · Moldavië · Nederland · Noord-Ierland · Noord-Macedonië · Noorwegen · Oekraïne · Oostenrijk · Polen · Portugal · Roemenië · Rusland · San Marino · Schotland · Slovenië · Slowakije · Sovjet-Unie/GOS ·  Spanje · Tsjechië · Tsjecho-Slowakije · Turkije · Wales · Wit-Rusland · Zweden · Zwitserland

AFC: Kazachstan

CAF: Madagaskar

CONCACAF: Belize · Canada